# Пишатело (Форли-Чезена)
Пишатело (итал. Pisciatello) је насеље у Италији у округу Форли-Чезена, региону Емилија-Ромања.
Према процени из 2011. у насељу је живело 53 становника. Насеље се налази на надморској висини од 4 м.